# 暹羅航空
暹羅航空是一家位於泰國的航空公司，成立於1965年，1977年破產。

## 歷史

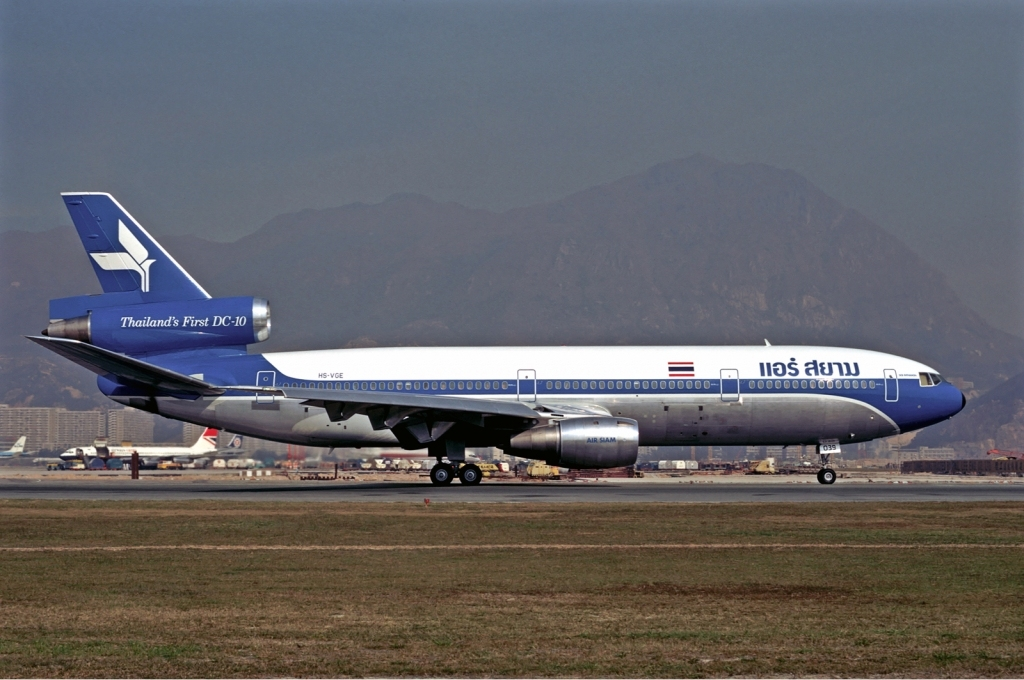
1974年暹羅航空的DC-10在啟德機場。该机后来售给大韩航空，并在运营大韩航空803号班机时坠毁。

暹羅航空於1965年以Varan Air-Siam之名成立，但直至1969年得到一架DC-4才能營運。暹羅航空原本是由泰國皇室成立的，但因初時沒有飛機和幫助而沒法實現。當航空公司回到皇室手上後，便立即擴充服務，以DC-4營運香港航線。1971年租借一架DC-8-63客貨型後，便開拓曼谷-洛杉磯航線，但該航線在10個月後因為競爭激烈和低利潤而取消。
后来暹羅航空获得一架BAC 1-11營運香港航線，標誌著其新的發展階段的开始。其後其更租借一架B707-131擴大其服務範圍至東京，不久又得到一架DC-10、一架A300B2-1C和三架波音747。因於當時航空業發展迅速，暹羅航空便向泰國政府施壓，要求航線專營權。暹羅航空的運力過剩使自己損失慘重，最後於1977年9月停止运作並宣佈破產。

## 機隊
- 1架道格拉斯DC-4
- 1架BAC 1-11
- 2架波音707-131
- 1架道格拉斯DC-8-63
- 1架麥道DC-10-30
- 1架A300B2-1C
- 2架波音747-148
- 1架波音747-206(B)